# Trpísty
Trpísty (deutsch Trpist) ist eine Gemeinde mit 253 Einwohnern (Stand: 1. Januar 2023)  in Tschechien. Sie liegt 10 km nordöstlich von Stříbro an der Straße nach Úněšov in 448 m ü. M. auf einer Hochfläche über dem Tal des Úterský potok.

## Geographie
Der Ort befindet sich nahe der Eisenbahnstrecke von Pňovany nach Bezdružice und besitzt einen km südwestlich des Dorfes einen Haltepunkt. Zwei km südöstlich von Trpísty am Unterlauf des Úterský potok beginnt der Stausee Hracholusky, ein Erholungsgebiet, in dem die Mies gestaut wird.

## Geschichte
Die erste Erwähnung des Ortes stammt aus dem Jahre 1251. Trpist war Sitz einer Grundherrschaft, deren erste Besitzer die Guttensteiner waren. Ihnen folgten die Markwart von Hrádek, die zu Beginn des 17. Jahrhunderts die ehemalige Herrschaft Welperschitz mit Trpist vereinten. Die Schwanberger, die 1617 die Herrschaft erwarben, bildeten schließlich aus ihrem Besitz in Trpist und Triebl die Grundherrschaft Trpist-Triebl, die bis zur Ablösung der Patrimonialherrschaften bestand. Gepfarrt war Trpist nach Welperschitz.
Zwischen 1723 und 1729 ließ Prosper Anton Joseph Graf von Sinzendorf das Schloss Trpísty errichten.
Von 1938 bis 1945 gehörte der Ort zum Landkreis Mies. 1939 lebten in dem Ort 349 Menschen. Am 1. Juli 1980 wurde Trpísty nach Erpužice eingemeindet, seit dem 24. November 1990 ist es wieder eine selbständige Gemeinde.

## Gemeindegliederung
Die Gemeinde Trpísty besteht aus den Ortsteilen und Katastralbezirken Trpísty und Sviňomazy (Zwinomas) mit dem Wohnplatz Horské Domky (Berghäuseln).

## Sehenswürdigkeiten
Bedeutendstes Baudenkmal ist das vermutlich nach Plänen des Pilsener Baumeisters Jakob Auguston anstelle der Burganlage der Guttensteiner errichtete Barockschloss Trpísty. Durch den Verlust des Schlossarchives im 18. Jahrhundert ist nicht mehr feststellbar, ob die Baupläne des Schlosses tatsächlich von Auguston stammen. Der Planer Maler Wenzel Samuel Schmidt schuf zwischen 1743 und 1744 die in Innern des Schlosses befindlichen Fresken. Der Schlosspark wurde im 19. Jahrhundert zu einem englischen Landschaftsgarten umgestaltet, zu seinem wertvollen Baumbestand gehört auch ein weiblicher Ginkgobaum. Sowohl die baulichen Anlagen als auch der Park sind im Originalzustand erhalten geblieben, verwahrlosten jedoch nach der Enteignung der Schlossherren während der kommunistischen Herrschaft. Im November 2002 begann die Sanierung des Schlosses, das wegen seiner Originalität ein bedeutendes Kulturdenkmal darstellt.
Beim Ortsteil Sviňomazy befand sich im Mittelalter eine Burg, deren Name heute vergessen ist. Seit dem 20. Jahrhundert wird die Anlage, von derer nur noch ein bewachsener Schuttkegel sichtbar ist, als Sviňomazský Hrádek bezeichnet.

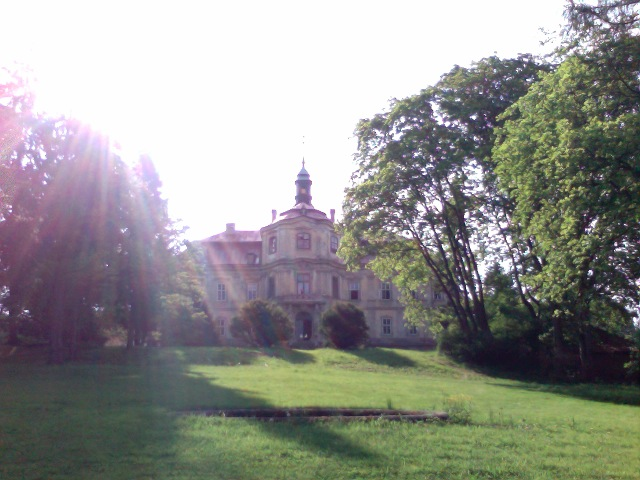
Schloss Trpísty
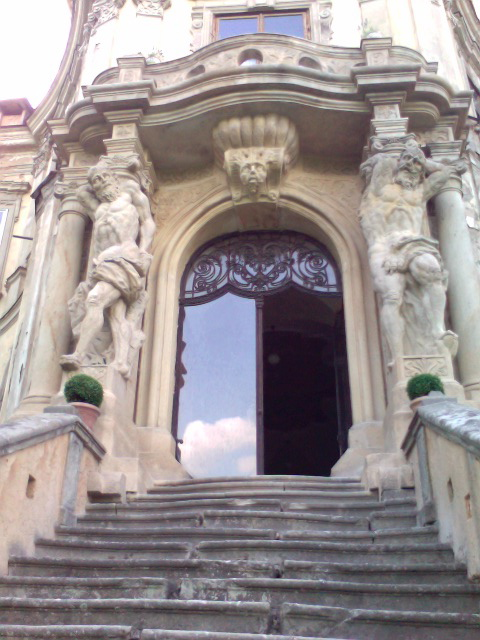
Schloss Trpísty – Gartenportal
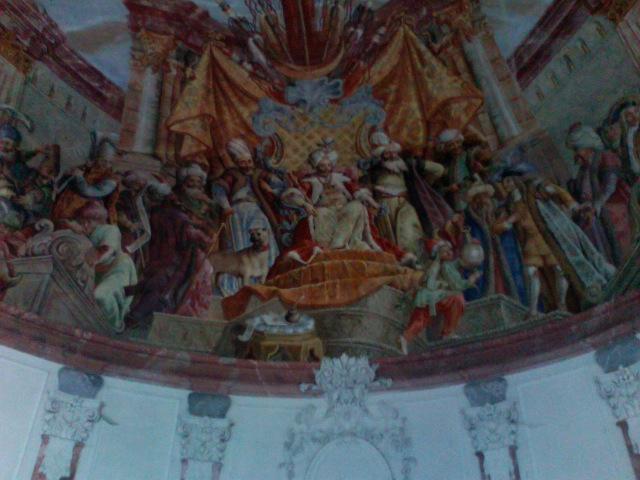
Schloss Trpísty – Fresko im Salon: Botschafter Graf Joachim von Sinzendorf wird in Konstantinopel vom Amurat III. empfangen.
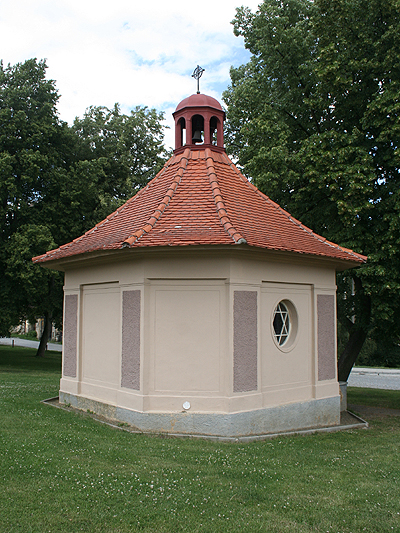
Trpísty, Kapelle am Dorfplatz